# Gran Premio motociclistico delle Nazioni 1952
Il Gran Premio motociclistico delle Nazioni fu il penultimo appuntamento del motomondiale 1952.
Si svolse il 14 settembre 1952 presso l'Autodromo di Monza alla presenza di circa 100.000 spettatori. Erano in programma tutte le classi.
In tutte le categorie, meno la 350 (dove vinse Ray Amm su Norton), vinsero moto italiane: in 125 Emilio Mendogni vinse il suo primo GP, così come la Moto Morini; in 250 Enrico Lorenzetti ottenne la vittoria al fotofinish su Werner Haas, conquistando così il titolo di Campione del Mondo; nella 500, prima vittoria per la MV Agusta, grazie a Leslie Graham; nei sidecar, prima vittoria per Ernesto Merlo.
In tutte le classi furono migliorati i record sul giro (meno che in 350, dove il record sul giro fu solo eguagliato).

## Classe 500
25 piloti alla partenza.

### Arrivati al traguardo
| Pos. | Pilota                   | Moto      | Tempo        | Punti |
| ---- | ------------------------ | --------- | ------------ | ----- |
| 1    | Leslie Graham            | MV Agusta | 1h 10' 40" 3 | 8     |
| 2    | Umberto Masetti          | Gilera    | +58" 4       | 6     |
| 3    | Nello Pagani             | Gilera    | +59"         | 4     |
| 4    | Carlo Bandirola          | MV Agusta | +1' 01"      | 3     |
| 5    | Giuseppe Colnago         | Gilera    | +1' 15" 8    | 2     |
| 6    | Reg Armstrong            | Norton    | +1' 56" 4    | 1     |
| 7    | Jack Brett               | AJS       | +2'          |       |
| 8    | Libero Liberati          | Gilera    | +2' 00" 7    |       |
| 9    | Robin Sherry             | AJS       | +1 giro      |       |
| 10   | Martino Giani            | MV Agusta | +1 giro      |       |
| 11   | Enrico Galante           | Norton    | +2 giri      |       |
| 12   | Francesco Guglielminetti | MV Agusta | + 2 giri     |       |
| 13   | Javier de Ortueta        | Norton    | +3 giri      |       |

### Ritirati
| Pilota               | Moto       | Motivo ritiro |
| -------------------- | ---------- | ------------- |
| Emilio Soprani       | Gilera     |               |
| Tony McAlpine        | Norton     |               |
| Rod Coleman          | AJS        |               |
| Philip Heath         | Norton     |               |
| Charles Bruguière    | Norton     |               |
| Bill Lomas           | MV Agusta  |               |
| Georges Burggraf     | Norton     |               |
| Auguste Goffin       | Norton     |               |
| Felice Benasedo      | Moto Guzzi |               |
| Tito Forconi         | MV Agusta  |               |
| Lodovico Facchinelli | Gilera     |               |
| Ray Amm              | Norton     |               |

## Classe 350
19 piloti alla partenza.

### Arrivati al traguardo
| Pos. | Pilota            | Moto      | Tempo     | Punti |
| ---- | ----------------- | --------- | --------- | ----- |
| 1    | Ray Amm           | Norton    | 57' 43" 6 | 8     |
| 2    | Rod Coleman       | AJS       | +31" 5    | 6     |
| 3    | Robin Sherry      | AJS       | +31" 6    | 4     |
| 4    | Jack Brett        | AJS       | +31" 8    | 3     |
| 5    | Auguste Goffin    | Norton    | +1 giro   | 2     |
| 6    | Roland Schnell    | Horex     |           | 1     |
| 7    | Charles Bruguière | AJS       |           |       |
| 8    | Sid Mason         | Velocette |           |       |
| 9    | Arthur Wick       | Velocette |           |       |
| 10   | G. Nevann         | Velocette |           |       |
| 11   | Zoechling         | n.d.      |           |       |
| 12   | Whelan            | n.d.      |           |       |
| 13   | Webb              | n.d.      |           |       |

## Classe 250
22 piloti alla partenza.

### Arrivati al traguardo
| Pos | Pilota            | Moto       | Tempo     | Punti |
| --- | ----------------- | ---------- | --------- | ----- |
| 1   | Enrico Lorenzetti | Moto Guzzi | 50' 07" 2 | 8     |
| 2   | Werner Haas       | NSU        | +0"       | 6     |
| 3   | Fergus Anderson   | Moto Guzzi | +1"       | 4     |
| 4   | Alano Montanari   | Moto Guzzi | +10" 9    | 3     |
| 5   | Roberto Colombo   | NSU        | +1' 21" 9 | 2     |
| 6   | Bruno Francisci   | Moto Guzzi |           | 1     |
| 7   | Hermann Gablenz   | Horex      |           |       |
| 8   | Ermanno Ozino     | Moto Guzzi |           |       |
| 9   | Felice Benasedo   | Moto Guzzi |           |       |
| 10  | Bruno Böhrer      | Parilla    |           |       |
| 11  | Guido Paciocca    | Moto Guzzi |           |       |
| 12  | Antonio Noè       | Parilla    |           |       |
| 13  | Georg Braun       | Parilla    |           |       |
| 14  | Gotthilf Gehring  | Moto Guzzi |           |       |
| 15  | Lanfranco Baviera | Moto Guzzi |           |       |
| 16  | Angelo Marelli    | Moto Guzzi |           |       |
| 17  | Rupert Hollaus    | Moto Guzzi |           |       |
| 18  | Bill Webster      | Velocette  |           |       |
| 19  | Adelmo Mandolini  | Moto Guzzi |           |       |
| 20  | G. Nevann         | Rudge      |           |       |
| 21  | Webb              | Rudge      |           |       |

### Ritirati
| Pilota     | Moto       | Motivo ritiro |
| ---------- | ---------- | ------------- |
| Tommy Wood | Moto Guzzi |               |
| Manzoni    | n.d.       |               |
| Zoechling  | n.d.       |               |

## Classe 125

### Arrivati al traguardo
| Pos | Pilota              | Moto        | Tempo     | Punti |
| --- | ------------------- | ----------- | --------- | ----- |
| 1   | Emilio Mendogni     | Moto Morini | 44' 30" 2 | 8     |
| 2   | Carlo Ubbiali       | FB Mondial  | +0" 3     | 6     |
| 3   | Leslie Graham       | MV Agusta   | +0" 6     | 4     |
| 4   | Luigi Zinzani       | Moto Morini | +1"       | 3     |
| 5   | Guido Sala          | MV Agusta   | +23" 1    | 2     |
| 6   | Hubert Luttenberger | NSU         |           | 1     |
| 7   | Werner Haas         | NSU         |           |       |
| 8   | Nello Pagani        | FB Mondial  |           |       |
| 9   | Alex Mayer          | FB Mondial  |           |       |
| 10  | B. Falconi          | MV Agusta   |           |       |
| 11  | Federigo Bettoni    | MV Agusta   |           |       |

### Ritirati
| Pilota           | Moto        | Motivo ritiro |
| ---------------- | ----------- | ------------- |
| Massimo Genevini | MV Agusta   |               |
| Cecil Sandford   | MV Agusta   |               |
| Romolo Ferri     | Moto Morini | accensione    |
| Bill Lomas       | MV Agusta   |               |
| Roberto Colombo  | NSU         |               |
| Angelo Copeta    | MV Agusta   |               |

## Classe sidecar

### Arrivati al traguardo
| Pos | Pilota          | Passeggero         | Moto       | Tempo     | Punti |
| --- | --------------- | ------------------ | ---------- | --------- | ----- |
| 1   | Ernesto Merlo   | Dino Magri         | Gilera     | 40' 57" 4 | 8     |
| 2   | Cyril Smith     | Les Nutt           | Norton     | +57" 8    | 6     |
| 3   | Albino Milani   | Giuseppe Pizzocri  | Gilera     | +1' 46" 2 | 4     |
| 4   | Jacques Drion   | Inge Stoll-Laforge | Norton     | +1 giro   | 3     |
| 5   | Marcel Masuy    | Denis Jenkinson    | Norton     | +1 giro   | 2     |
| 6   | Len Taylor      | Peter Glover       | Norton     |           | 1     |
| 7   | Giovanni Carrù  | n.d.               | Carrù      |           |       |
| 8   | Jean Murit      | André Emo          | Norton     |           |       |
| 9   | Julien Deronne  | Bruno Leys         | Norton     |           |       |
| 10  | Fritz Mühlemann | Marie Mühlemann    | Triumph    |           |       |
| 11  | A. Del Corno    | n.d.               | Moto Guzzi |           |       |
| 12  | Renato Prati    | n.d.               | Moto Guzzi |           |       |

### Ritirati
| Pilota         | Passeggero      | Moto       | Motivo ritiro       |
| -------------- | --------------- | ---------- | ------------------- |
| Guido Galbiati | n.d.            | Moto Guzzi |                     |
| Hofstetteber   | n.d.            | n.d.       |                     |
| Luigi Marcelli | n.d.            | n.d.       | uscita di pista     |
| Eric Oliver    | Lorenzo Dobelli | Norton     | calo di prestazioni |